# نومیفنسین
نومیفنسین(به انگلیسی: Nomifensine) (با نام‌های تجاری Merital , Alival) یک مهارکننده بازجذب نوراپی‌نفرین–دوپامین است، یعنی دارویی است که با مسدود کردن ناقلین جذب مجدد دوپامین و نوراپی نفرین، میزان نوراپی نفرین سیناپسی و دوپامین موجود در گیرنده‌ها را افزایش می‌دهد.

## سنتز
نومیفنسین را می‌توان از واکنش ۲-نیترو- N-متیل‌بنزین‌آمین (۱) با فناسیل برومید شروع کرد تا ماده (۳) ایجاد شود. هیدروژنه کردن کاتالیزوری بر روی نیکل رینی برای کاهش گروه نیترو و به دنبال آن کاهش با سدیم بوروهیدرید، الکل (۴) را فراهم می‌کند. تشکیل حلقه توسط کاتالیزور سولفوریک اسید، نومیفنسین را می‌دهد.

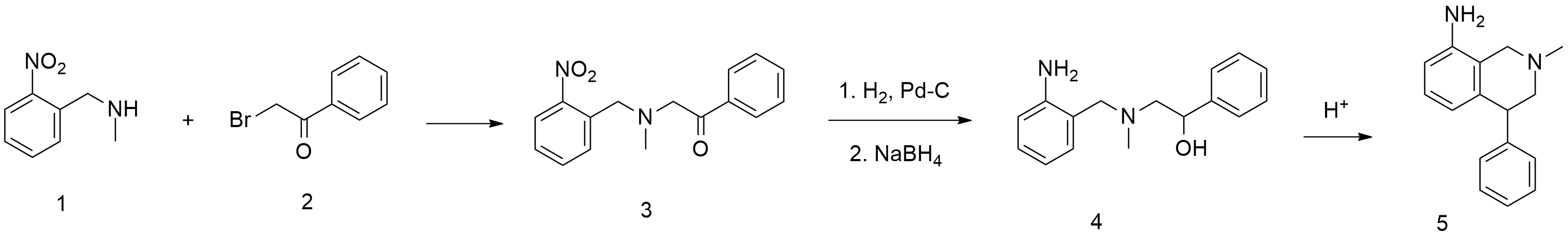
سنتز نومیفنسین